# Poyntonophrynus beiranus
Poyntonophrynus beiranus és una espècie d'amfibi de la família dels bufònids. Es coneix de dues àrees aparentment aïllades: des de la plana costanera del centre de Moçambic a les planes inundables del riu Pungwe fins a Thuchila, al sud de Malawi, i a les planes inundables de la conca del Zambeze, al centre i sud-oest de Zàmbia. És possible que també habiti entre aquestes dues zones. S'ha trobat des del nivell del mar fins als 1.000 metres d'altitud.
S'ha observat en zones herboses que s'inunden amb les pluges. És probable que es reprodueixin en basses temporals.